# 奧維德鎮區 (北達科他州拉穆爾縣)
奧維德鎮區（英語：Ovid Township）是位於美國北達科他州拉穆爾縣的一個鎮區。

## 地方資料
奧維德鎮區的面積為92.81平方千米，當中陸地面積為91.50平方千米，而水域面積為1.31平方千米。根據2020年美國人口普查的數據，當地共有人口36人，而人口密度為每平方千米0.39人。